# Milníky na mé cestě

Autogram Miley Cyrus

Milníky na mé cestě (v originále Miles to Go) je autobiografická kniha americké herečky a zpěvačky Miley Cyrusové vydaná v březnu 2009, česky 2010, kterou napsala spolu s Hilary Liftin pro čtenáře od jedenácti let.
V knize například popisuje, jak ji děti ve škole šikanovaly, jak ji zradila nejlepší kamarádka a jak šla na konkurz Hannah Montana. Píše o svých problémech i radostech ve věku od patnácti do šestnácti, kdy kniha končí jejími narozeninami na konci roku 2008. V knize lze najít také pasáže o tom, jaké to je, když vás všude poznávají a jste neustále pronásledováni paparazzi.
V rozhovoru v Today Show v dubnu 2010 Miley Cyrusová řekla: "Ve svojí knize chci, aby čtenáři cítili to, co já: emoce a sílu. Vysvětlila jsem zde, co se v mém životě dělo a jak jsem to všechno zvládala. Prostě nechci, aby za mnou chodili fanoušci a říkali, že sláva je ta nejlepší věc na světě."